# Máli katekizmuš od rázločka vadlüvánj
Máli katekizmuš od rázločka vadlüvánj (Mali katekizem o razliki veroizpovedi) je evangeličanski katekizem v prekmurščini iz leta 1932, napisal ga je Janoš Flisar s slovensko abecedo. Ta je bila pravzaprav druga evangeličanska prekmurska knjiga, ki je uporabljala novo abecedo, ker Karel Šiftar bodonski duhovnik že je 1921 napisal Krátki návuk vere evangeličanske s slovenskim črkopisom. V Düševnem listu so že ob koncu leta 1931 vpeljali novo abecedo, tudi Evangeličanski kalendar je prišel na njeno uporabljanje.
Po prvi svetovni vojni Jožef Klekl st., ter prekmurski evangeličani so trudili ohraniti prekmursko regionalno identiteto skozi prekmurski jezik. Evangeličani sprvega so bili privrženi običajni madžarski abecedi, ampak kmalu prepoznali, da tako osamijo mlajšo generacijo od prekmurskega jezika, ker v šolah po slovenski abecedi študirajo.
Flisar je prevel katekizem iz madžarščine od Béle Kapija, ki je iz nemščine prevel katekizem od ulmskega škofa, Karla Lechlerja.
Drobna brošurica je zasnovana tako, da v obliki štiriinšestdeset vprašanj in odgovorov pojasnjuje osnovne razlike med evangeličansko in rimskokatoliško vero. Avtor se dotika tako ožje dogmatsih kot širših socialno-etničnih vprašanj. Pri obravnavanju slednjih uveljavlja načelo verske strpnosti in tolerance:
57. Zakoj držmo mí evang. krstšanje rim. katoličane?
Za bratjo našo vu Jezuš Kristuši.
58. Zakâ so r. katholičanje naši bratje?
Záto, ár Kristuša imé nosijo i na njega imé so okrstšeni, rávno tak, kak mi
59. Jeli je eden evang. krstšenik pred Bôgom bôgši, kak rim. katholičánec?
Sam obsebi je nej bougši. Za imé volo, štero nosim, nebom bougši pred Bougom.
Katekizem je tiskala Prekmurska tiskarna v Murski Soboti. Flisar je svoje drugače umetnine pisal s slovenskim črkopisom. Po drugi svetovni vojni že se ni ukvarjal s pisanjem zaradi svoje priletne starosti.